# Alzate Brianza
Alzate Brianza (lombardul: Alzaa) település Olaszországban, Lombardia régióban, Como megyében. Lakosainak száma 4822 fő (2023. január 1.). Alzate Brianza Anzano del Parco, Brenna, Inverigo, Orsenigo, Cantù, Lurago d’Erba és Montorfano községekkel határos.

## Népesség
A település népességének változása:
| Lakosok száma | 5026 | 5019 | 4985 | 4822 |
|               | 2013 | 2017 | 2018 | 2023 |